# Wapen van Gulpen
Het wapen van Gulpen is in 1889 bij Koninklijk Besluit aan de gemeente Gulpen toegekend en is in 1982 gewijzigd nadat Wijlre aan de gemeente werd toegevoegd. Het laatste wapen, dat in gebruik was tot de zelfstandige gemeente Gulpen op 1 januari 1999 opging in de gemeente Gulpen-Wittem,  bestaat uit een gedeeld schild, met daarop de combinatie van de oude wapens van Gulpen en Wijlre. De beschrijving luidt:
"Gedeeld door de omgekeerde gaffelsnede; rechts in zilver een omgewende dubbelstaartige leeuw van keel, getongd en genageld van goud; links in goud een dubbele adelaar van sabel, gebekt, getongd en gepoot van keel, en in een hartschild van goud een lelie van keel; beneden in zilver twee schuingekruiste sleutels van sabel; over alles heen een omgekeerde gaffel van azuur. Het schild gedekt met een gouden kroon van drie bladeren en twee parels."
N.B. in de heraldiek zijn links en rechts gezien vanuit de persoon achter het schild; voor de toeschouwer zijn deze verwisseld. De kleuren op het schild zijn zilver (wit), keel (rood), goud (geel), sabel (zwart) en azuur (blauw).

## Geschiedenis
Op 23 april 1889 werd aan Gulpen een wapen verleend met de volgende beschrijving:
"In goud het beeld van den H.Petrus, met aangezicht en handen van natuurlijke kleur, haar en baard van zilver, met een nimbus om het hoofd en gekleed in eene toga van sabel, in de linkerhand houdende een evangelieboek van goud met keel op snede, en met een sleutel van sabel in de rechterhand, welke laatste rust op een vóór de heilige geplaatst schildje van zilver, beladen met een van goud gekroonden en geklauwden leeuw van keel met dubbelen staart; het geheel omgeven door het randschrift: "Gemeentebestuur van Gulpen".
Op de afbeelding van het wapen op het wapendiploma is het randschrift wel weergegeven, terwijl deze op de afbeelding van het wapen in het register van de Hoge Raad van Adel ontbreekt.
De Petrus op het schild is de patroonheilige van Gulpen, gelegen in het land van 's-Hertogenrade waarvan het kleine schild is. In 1982 werd Wijlre samengevoegd met Gulpen, waardoor een nieuw wapen moest worden ontworpen. De oude wapens van Gulpen en Wijlre werden gecombineerd tot een nieuw wapen. Belangrijke toevoeging is de blauwe omgekeerde gaffelsnede, als symbool voor de rivieren. Petrus werd weggelaten, zijn sleutels werden beneden geplaatst. Bij Koninklijk Besluit werd op 20 december datzelfde jaar het wapen verleend aan Gulpen.
In 1999 werd Gulpen samengevoegd met Wittem in de nieuwe gemeente Gulpen-Wittem waardoor een nieuw wapen moest worden ontworpen. De rode leeuw van 's-Hertogenrade en de dubbelkoppige adelaar van Wijlre werden op het wapen van Gulpen-Wittem overgenomen.

## Verwante wapen

Wapen van Wijlre

Ambt Montfort
· Amby
· Amstenrade
· Arcen en Velden
· Baexem
· Beegden
· Beek
· Belfeld
· Bemelen
· Berg en Terblijt
· Bingelrade
· Bocholtz
· Borgharen
· Born
· Broekhuizen
· Broeksittard 
· Buggenum
· Bunde
· Cadier en Keer
· Echt 
· Eijsden
· Elsloo
· Eygelshoven
· Geleen
· Gennep
· Geulle
· Grathem
· Grevenbicht
· Gronsveld
· Grubbenvorst
· Gulpen 
· Haelen
· Heel
· Heel en Panheel
· Heer
· Helden
· Herten
· Heythuysen
· Hoensbroek
· Horn
· Horst
· Houthem
· Hulsberg
· Hunsel
· Itteren
· Jabeek
· Kessel
· Klimmen
· Limbricht
· Linne
· Maasbracht
· Maasbree
· Maasniel
· Margraten
· Meerlo
· Meerlo-Wanssum
· Meerssen
· Meijel
· Melick en Herkenbosch
· Merkelbeek
· Mheer
· Montfort
· Munstergeleen
· Neer
· Neeritter
· Nieuwenhagen
· Nieuwstadt
· Noorbeek
· Nuth
· Onderbanken
· Obbicht en Papenhoven
· Ohé en Laak
· Oirsbeek
· Ottersum
· Oud-Valkenburg
· Oud-Vroenhoven
· Posterholt
· Roggel
· Roggel en Neer
· Roosteren
· Schaesberg
· Schimmert
· Schinnen
· Schinveld
· Sevenum
· Simpelveld
· Sint Geertruid
· Sint Odiliënberg
· Sint Pieter
· Sittard
· Slenaken
· Spaubeek
· Stramproy
· Stevensweert
· Susteren
· Swalmen
· Tegelen
· Thorn
· Ubach over Worms
· Ulestraten
· Urmond
· Valkenburg
· Vlodrop
· Wanssum
· Wessem
· Wijlre
· Wijnandsrade
· Wittem